# How to Be Lonely
"How to Be Lonely" — пісня британської співачки Ріти Ори, випущена як сингл на лейблі Atlantic Records UK 13 березня 2020 року.

## Написання
Шотландський співак та автор пісень Льюїс Капалді написав "How to Be Lonely", але відчув, що пісня буде "провальною", тому він подарував пісню Орі. "How to Be Lonely" балада середнього темпу, яка стосується тем про "боротьбу з невпевненістю".

## Відгуки критиків
Майк Васс з Idolator написав, що пісня - це "хороший спосіб розпочати епоху", який "демонструє потужний голос співачки", "та зростання як артиста".

## Живі виступи
Ора вперше виконала цю пісню в прямому ефірі в рамках BBC Sport Relief 2020 13 березня.

## Трек-лист
| Цифрове завантаження / потокове звучання 1. "How to Be Lonely" – 2:55 Цифрове завантаження / потокове звучання - Live from London 1. "How to Be Lonely" (Live from London) – 2:56 Цифрове завантаження / потокове звучання - MÖWE Remix 1. "How to Be Lonely" (MÖWE Remix) – 2:54 Цифрове завантаження / потокове звучання - aboutagirl Remix 1. "How to Be Lonely" (aboutagirl Remix) – 3:23 | Цифрове завантаження / потокове звучання - LARI LUKE Remix 1. "How to Be Lonely" (LARI LUKE Remix) – 3:21 Цифрове завантаження / потокове звучання - Sam Feldt Remix 1. "How to Be Lonely" (Sam Feldt Remix) – 3:11 Цифрове завантаження / потокове звучання - Bomba Estéreo Remix Remix 1. "How to Be Lonely" (Bomba Estéreo Remix) – 2:50 |

## Персонал
Права належать Tidal.
| - Ріта Ора - вокал - Lostboy – продюсер - Том Манн - продюсер, фоновий вокал, Баси, барабани, гітара, клавіші, зведення, синтезатор, вокальна постановка, автор - aboutagirl - продюсер - Siba - додатковий продюсер - Аманда Мердзан - допомога у зведенні | - Метт Волах - міксування - Майкл Фріман - міксування - Льюїс Капалді - автор пісні, фоновий вокал, гітара - Марк "Спайк" Стент - зведення,міксування - Стюарт Хоукс - зведення - Камерон Гувер Пул - постановка вокалу - Пітер Рікрофт- текст |

## Чарти
| Чарт (2020)                               | Вища сходинка |
| ----------------------------------------- | ------------- |
| Бельгія (Ultratip Flanders)               | 9             |
| Хорватія (HRT)                            | 17            |
| Ірландія (IRMA)                           | 96            |
| Латвія (Latvijas Top 40)                  | 33            |
| Нідерланди (Dutch Top 40)                 | 40            |
| Нова Зеландія Hot Singles (RMNZ)          | 19            |
| Польща (Polish Airplay Top 100)           | 48            |
| Шотландія (Official Charts Company)       | 8             |
| Велика Британія (Official Charts Company) | 57            |

## Реліз
| Країна    | Дата            | Формат                    | Версія | Лейбл | Ref. |
| --------- | --------------- | ------------------------- | ------ | ----- | ---- |
| Весь світ | 13 березня 2020 | Оригінальна пісня         | [a]    | [ 5 ] |      |
| Весь світ | 10 квітня 2020  | Наживо в Лондоні          | [a]    | [ 5 ] |      |
| Весь світ | 17 квітня 2020  | MÖWE Remix                | [a]    | [ 5 ] |      |
| Весь світ | 24 квітня 2020  | aboutagirl Remix          | [a]    | [ 5 ] |      |
| Весь світ | 24 квітня 2020  | LARI LUKE Remix           | [a]    | [ 5 ] |      |
| Весь світ | 24 квітня 2020  | Sam Feldt Remix           | [a]    | [ 5 ] |      |
| Весь світ | 1 травня 2020   | Bomba Estéreo Remix Remix | [a]    | [ 5 ] |      |

- ↑  Ора підписала контракт з Atlantic Records UK яка розповсюджує її музику по всьому Сполученому Королівстві, а Warner Records випускає її пісні на весь світ.[5]